# رستاخیز (فیلم ۱۹۴۳)
رستاخیز (انگلیسی: Resurrection) یک فیلم است که در سال ۱۹۴۳ منتشر شد.